# Echium arenarium
Vipérine des sables
Espèce
Echium arenarium, la Vipérine des sables, est une espèce de plantes à fleurs de la famille des Boraginaceae, originaire du bassin méditerranéen.

## Description
- Plante herbacée, basse, bisannuelle, hérissée et tuberculeuse.
- Feuilles couvertes de poils couchés, à 1 nervure.

La floraison a lieu de mars à août.

## Habitat et répartition
Echium arenarium pousse sur les plages du littoral méditerranéen. 

## Dénominations
Ce taxon porte en français le nom vernaculaire ou normalisé suivant : Vipérine des sables,,.

## Systématique
Le nom correct complet (avec auteur) de ce taxon est Echium arenarium Guss..
Echium arenarium a pour synonymes :
- Echium arenarium var. debile Pamp.
- Echium arenarium var. sieberi A.DC.
- Echium calycinum subsp. arenarium (Guss.) R.C.V.Douin
- Echium delileanum Lojac.
- Echium diffusum Guss.
- Echium prostratum Sieber
- Echium prostratum Sieber ex A.DC.
- Echium sieberi (A.DC.) Lojac.